# Stonehenge Apokalypse
Stonehenge Apokalypse (Alternativtitel: Die Stonehenge Apocalypse – Die letzten Tage der Erde, Originaltitel: Stonehenge Apocalypse) ist ein US-amerikanischer TV-Film des Regisseurs Paul Ziller aus dem Jahr 2010.
Der Film handelt davon, dass Stonehenge der Mittelpunkt eines Netzes von Kraftlinien ist und plötzlich verschiedene Naturkatastrophen an kulturell bedeutsamen Standorten, insbesondere solchen mit Pyramiden ausbrechen, die in einem Terraforming der Erde gipfeln sollen. Nach dem Terraforming sollen in einer neuen Welt auserwählte Menschen die nun friedliche und wieder bewohnbare Erde bevölkern.

## Handlung
Der Archäologe Joseph Leshem entdeckt in den USA eine versteckte Pyramide und findet heraus, dass diese mit einem unterirdischen Netz von Kraftlinien mit sämtlichen Pyramiden in aller Welt verbunden ist. Von Weltuntergang und der Erschaffung einer neuen friedlichen Welt unter seiner Führung besessen, aktiviert er in der Pyramide den geheimen Mechanismus, der unter den anderen Pyramiden aktive Vulkane explodieren lässt. Der Motor dieses Mechanismus ist Stonehenge in England, das sich urplötzlich wie von Geisterhand bewegt. Nur der verkannte Wissenschaftler Jacob weiß, wie man das Vorhaben stoppen kann. Der Schlüssel zur Beendung des Horrors ist der Computer von Antikythera, den er prompt aus dem Amerikanischen Nationalmuseum in Washington, D.C. stiehlt. Das Militär schenkt ihm zunächst keinen Glauben und will Stonehenge lieber sprengen. In letzter Sekunde kann er die Welt jedoch vor dem Untergang retten.

## Hintergrund
Der Film spielt mit der Theorie, dass die Pyramiden und Stonehenge nicht von Menschen erbaut worden seien, da die Menschen vor 5000 Jahren nicht die Möglichkeiten und das Wissen dazu besessen hätten. Dabei werden viele verschiedene Epochen der Geschichte durcheinandergewürfelt und in einer noch nie da gewesenen Form miteinander kombiniert. Zudem werden rätselhafte Artefakte der Vergangenheit als terraformende Objekte dargestellt, die von einer außerirdischen Zivilisation auf der Erde für den Fall der Zerstörung durch Umweltschäden installiert wurden.
Im Film werden sowohl Inhalte der Präastronautik als auch pseudoärchalogischer Art aufgeführt. Sowohl Stonehenge als auch der Mechanismus von Antikythera dienten tatsächlich frühen Formen der Astronomie. Nach heutigem Kenntnisstand war deren Bau bzw. Entwicklung den Menschen der frühen Antike mit den Mitteln jener Zeit möglich. Außerdem ist der im Film dargestellte Mechanismus von Antikythera nur eine schlechte Imitation des Originals: In Wirklichkeit ist dieser viel komplexer, denn er besteht aus 82 Fragmenten; das im Film gezeigte Objekt ist nur das bekannteste davon. Zudem wird er eigentlich im Archäologischen Nationalmuseum in Athen ausgestellt; anderswo befinden sich lediglich Nachbildungen und/oder Rekonstruktionen des Artefakts.
Regisseur Paul Ziller ist für derartige Filme bekannt. Ziller drehte auch den Film Polar Storm sowie eine Folge des Stargate-Ablegers Stargate: Atlantis.

## Rezeption
Bei der Erstausstrahlung des Films in den USA sahen 2,1 Millionen Zuschauer zu.

„Nomen est omen: Wer sich von dem neuesten Werk des von auf apokalyptische Filmstoffe jedweder Couleur abonnierten Paul Ziller angesichts eines Titels wie “Stonehenge Apocalypse” auch nur einen Hauch von Ernsthaftigkeit erwartet, sitzt im falschen Film. Hier wird Trash in kaum mehr zu messenden Absurditätsskalen zelebriert, dass es eine Art hat. Das wissen auch die Schauspieler, die sich mit Verve in ihre Rollen werfen, ohne allerdings jemals so beschäftigt zu sein wie die Effektabteilung.“